# 荒道好貴
荒道 好貴（あらみち よしたか、1992年2月28日 - ）は、青森県八戸市出身の元プロ野球選手（内野手）、野球指導者。

## 経歴

### プロ入り前
6歳から兄の影響で野球を始め、小学3年の時に野球部所属し、中学1年の時に外野手から内野手へ転向。
八戸工業高等学校に進学し、高校1年春にベンチ入りし、オープン戦では当時同学年の花巻東の菊池雄星と1年生対決。結果は、ピッチャーゴロ。
八戸工業大学に進学し、50m走6秒、遠投115mという俊足強肩として活躍。1年春の時からベンチ入りし、2年の北東北大学野球春季リーグ2部では、首位打者、打点王、盗塁王、最優秀選手とDHのベストナインを、獲得した。4年秋には打率.447をマークし、自身初の二塁手部門のベストナイン、に選出。
八戸工業大学の監督から当時福井ミラクルエレファンツのコーチを務めていた織田一生を紹介されたことでトライアウトを受験し、福井に入団する。

### BCリーグ福井時代
福井では2年目よりレギュラーに定着。荒道自身は4年目の2017年を「ラストイヤー」と位置づけていたが、野球指導者になることを目指してチームに選手として残留した。2018年は「最高の年」という結果を残し、もう1年と考えてさらに残留した。
チームの母体が変わって福井ワイルドラプターズとなった2020年はコーチ兼任となる。
2020年シーズン終了後の12月に福井から退団することが発表された。

### 福井退団後
2021年2月5日、学生野球資格回復者に認定された。

## 詳細情報

### 年度別打撃成績
出典はリーグウェブサイトの各年度個人打撃成績。
| 年 度     | 球 団     | 試 合 | 打 数 | 得 点 | 安 打 | 二 塁 打 | 三 塁 打 | 本 塁 打 | 打 点 | 盗 塁 | 犠 打 | 犠 飛 | 四 球 | 死 球 | 三 振 | 打 率 | 出 塁 率 | 長 打 率 |
| --------- | --------- | ----- | ----- | ----- | ----- | -------- | -------- | -------- | ----- | ----- | ----- | ----- | ----- | ----- | ----- | ----- | -------- | -------- |
| 2014      | 福井      | 34    | 59    | 5     | 18    | 4        | 0        | 0        | 6     | 2     | 1     | 0     | 6     | 1     | 13    | .305  | .379     | .373     |
| 2015      | 福井      | 69    | 200   | 39    | 51    | 8        | 5        | 4        | 36    | 10    | 7     | 0     | 26    | 8     | 50    | .255  | .363     | .405     |
| 2016      | 福井      | 72    | 242   | 49    | 64    | 17       | 2        | 9        | 36    | 10    | 3     | 0     | 26    | 9     | 50    | .264  | .357     | .463     |
| 2017      | 福井      | 62    | 198   | 36    | 52    | 10       | 4        | 6        | 35    | 2     | 12    | 1     | 16    | 6     | 38    | .263  | .335     | .444     |
| 2018      | 福井      | 65    | 207   | 59    | 73    | 15       | 1        | 9        | 45    | 13    | 0     | 2     | 49    | 21    | 42    | .353  | .513     | .565     |
| 2019      | 福井      | 56    | 181   | 35    | 60    | 19       | 1        | 3        | 27    | 9     | 0     | 1     | 19    | 15    | 28    | .331  | .435     | .497     |
| 2020      | 福井      | 16    | 29    | 4     | 8     | 2        | 0        | 0        | 5     | 1     | 0     | 1     | 6     | 2     | 4     | .276  | .421     | .345     |
| 通算：7年 | 通算：7年 | 374   | 1116  | 227   | 326   | 75       | 13       | 31       | 190   | 47    | 23    | 5     | 148   | 62    | 225   | .292  | .403     | .466     |

### 背番号
- 6  (2014 - 2020)

### 登場曲
- 「バンザイ〜好きでよかった〜」 - ウルフルズ（2014年 - 2016年　）
- 「Wherever you are」– ONE OK ROCK （2017年 ｰ ）
- 「Who Let The Dogs Out ?? ｰ Baha men Original version （2018年 ｰ ）
- 「グロテスク feat.安室奈美恵」 ｰ 平井堅 （2019年 ｰ ）